# فيديو أسامة بن لادن 2004
في 29 أكتوبر 2004، في الساعة 21:00 بتوقيت غرينيتش، أذاعت قناة الجزيرة مقتطفات من شريط فيديو لأسامة بن لادن يخاطب شعب الولايات المتحدة؛ وفي هذا الفيديو، فإنه يقبل المسؤولية عن الهجمات التي وقعت في 11 سبتمبر، ويدين رد حكومة بوش على تلك الهجمات، ويعرض تلك الهجمات كجزء من حملة الانتقام والردع بدافع من مشاهدته للتدمير في الحرب الأهلية اللبنانية في عام 1982. ويرجح محللون أن بث الفيديو في ذلك التوقيت يهدف للتأثير في الانتخابات الرئاسية الأمريكية، التي ستجري بعد أربعة أيام.

## المحتوى
يقال إن الفيديو يبلغ طوله 18 دقيقة؛ ولا يتكلم أسامة إلا لمدة 14 دقيقة و39 الثانية. وأفرجت قناة الجزيرة عن نسخة من الشريط الكامل في 1 نوفمبر 2004.